# SMART-principe
Het SMART-principe is management- of pedagogenjargon voor het eenvoudig en eenduidig opstellen en controleren van doelstellingen. Het begrip kwam in de jaren 90 op onder technici en constructeurs, onder andere bij Philips, om hun managers te bewegen gerichte opdrachten te geven. Theoretisch en praktisch zijn er verschillende varianten van het Smart-principe.

## Omschrijving
De letters van SMART staan voor:
- Specifiek - Is de doelstelling eenduidig?
- Meetbaar - Onder welke (meetbare/observeerbare) voorwaarden of vorm is het doel bereikt?
- Acceptabel - Zijn deze doelen acceptabel voor de doelgroep en/of het management?
- Realistisch - Is het doel haalbaar?
- Tijdsgebonden - Wanneer (in de tijd) moet het doel bereikt zijn?

In plaats van Acceptabel (of het synoniem Aanvaardbaar) worden ook vaak Ambitieus (Bewerkstelligt het doel wel een echte verandering?), Actiegericht (Moet er echt iets voor worden gedaan?) of Aanwijsbaar gebruikt (Wie wijs je aan die het doel nastreeft?). Ook wordt soms het Engelse Achievable gebruikt, maar dit verwijst eerder naar het aspect haalbaarheid (realistisch). 
De criteria in SMART zijn zelf ook doelstellingen voor het programma van eisen voor een project of een opdracht. Het zijn wat populaire verwoordingen van de criteria die Roozenburg en Eekels aan te stellen eisen stellen: "valide, volledig, operationeel, niet-redundant, minimaal en toetsbaar".

## Toepassing
Het principe wordt veel gebruikt bij projectmanagement in zowel de private als de publieke sector. Wanneer managers praten over 'SMART maken' of 'SMART formuleren' bedoelen ze dat de doelen specifiek, meetbaar, acceptabel, realistisch en tijdgebonden moeten worden geformuleerd.

## Varianten
Er worden regelmatig letters toegevoegd aan de vijf van SMART. Zo bijvoorbeeld de R van Relevant: (Is de doelstelling waardevol voor de organisatie of de betrokkenen?), hoewel dat verband houdt met de Aanvaardbaarheid.
Er bestaat een stroming in de coachingswereld die een E toevoegt op het einde voor Ecologisch. Men bedoelt daarmee dat het vooropgestelde doel moet aansluiten bij de (werk)ervaring, leefwereld en capaciteiten van het subject (Past de doelstelling in de leefwereld van de betrokkenen?). Met toevoeging van zowel de E als de R ontstaat het acroniem SMARTER.
Eveneens bestaat er een stroming die de letter I toevoegt, voor Inspirerend. De doelen moeten voor alle partijen genoeg inspiratie geven om ermee aan de slag te gaan: Is de doelstelling wel motiverend genoeg? Daarnaast kan daar de E aan toegevoegd worden voor Energiegevend wat inhoudt dat het doel een positieve richting heeft. Met deze toevoeging van zowel de I als de E ontstaat het acroniem SMARTIE.

## Volgorde Betekenis 'A' en 'R' (Engels versus Nederlands)
In de vertaling van het Engels naar het Nederlands zijn de betekenissen van de 'A' en de 'R' gewisseld. 
In het Engels is:
- De 'A' van SMART, "Achieveable", wat "haalbaar" betekent.
- De 'R' van SMART is "Relevant", wat dezelfde betekenis als het Nederlandse woord "relevant" heeft.

In het Nederlands is:
- De 'A' van SMART, "Acceptabel". Dit komt het meest overeen met de 'R' van de Engelse "Relevant".
- De 'R' van SMART, "Realistisch". Dit komt het meest overeen met de 'A' van de Engelse "Achievable".

## Kritiek
Kritiek op het SMART-principe richt zich op vier punten:
1. Het normatieve karakter. Is het wel zo dat doelen altijd realiseerbaar, acceptabel etc. moeten zijn? Het werken aan doelen die nooit behaald zullen worden is niet per definitie zinloos.
2. De onmogelijkheid sommige doelen SMART te formuleren. Veel concepten (bijvoorbeeld veiligheid, geluk, leefbaarheid) zijn moeilijk of niet meetbaar. De eis om doelen SMART te formuleren kan in die gevallen leiden tot fixatie op wél meetbare gegevens waarbij het eigenlijke doel uit het oog wordt verloren.
3. Het bloedeloze karakter dat de doelen krijgen (ook door het voorgaande). Ze roepen totaal geen energie op.
4. De ongeschiktheid voor de lange termijn. Langetermijndoelen meetbaar maken suggereert een vorm van voorspelbaarheid en maakbaarheid die de werkelijkheid ontbeert.

Hier wordt wel tegen ingebracht dat de critici doelstellingen verwarren met een doel (in de betekenis van streven). Streven kan vaag of visionair zijn, maar doelstellingen zijn concreter en bestemd om mensen aan het werk te zetten. Bijvoorbeeld: "Ik zou graag hebben dat je (S) dit gedrag van je lichtjes aanpast (R) zodat jij minder werk hebt (I/E) tegen volgende week vrijdag (T). Gaat dat lukken voor je? (A) Ik stel voor dat we dit opvolgen via 'deze tool' (M)".
Voorstanders stellen dat managers met SMART objectiever kunnen beoordelen. Geleverd werk kan aan de hand van resultaten in een afgeperkte tijd beoordeeld worden en mensen kunnen daarop worden afgerekend. Met doelstellingen die SMART zijn, kan relatief objectief of objectiveerbaar een oordeel vastgesteld worden door hun prestatie te meten, en kunnen mensen worden beloond of in gebreke gesteld. Als een doelstelling niet SMART is, aldus de voorstanders, is objectief managen op prestatie lastig. Er zal dan vertrouwd moeten worden op aanwezigheid en motivatie van de uitvoerder dan wel op het subjectieve gevoel van de beoordelaar.
Ook op deze toepassing is kritiek mogelijk. SMART-doelstellingen zijn niet voor de korte termijn. Het is niet verstandig om prestatie te beoordelen op de korte termijn. Daaruit volgt dat SMART-doelen gebruiken van langetermijnprestaties niet raadzaam is.